# Anemone oligotoma
Anemone oligotoma är en ranunkelväxtart som beskrevs av Juzepczuk. Anemone oligotoma ingår i släktet sippor, och familjen ranunkelväxter. Inga underarter finns listade i Catalogue of Life.